# Eleição municipal de Juiz de Fora em 2012
A eleição municipal de Juiz de Fora em 2012 ocorreu entre 7 de outubro e 28 de outubro. O prefeito em exercício, Custódio Mattos do PSDB tentou a reeleição. Bruno Siqueira foi eleito prefeito no segundo turno, derrotando Margarida Salomão do PT.

## Resultado da eleição para prefeito

### Primeiro turno
| Candidatos a prefeito            | Votação | Percentual |
| -------------------------------- | ------- | ---------- |
| Bruno Siqueira PMDB              | 115.267 | 40,25%     |
| Margarida Salomão PT             | 106.487 | 37,19%     |
| Custódio Mattos PSDB             | 60.378  | 21,08%     |
| Victoria Mello PSTU              | 2.757   | 0,96%      |
| Laerte Henrique Fortes Braga PCB | 1.422   | 0,49%      |
| Marcos Aurélio Paschoalin PRP    | 0       | 0%         |

### Segundo turno
| Candidatos a prefeito | Votação | Percentual |
| --------------------- | ------- | ---------- |
| Bruno Siqueira PMDB   | 163.686 | 57,15%     |
| Margarida Salomão PT  | 122.684 | 42,84%     |

## Vereadores eleitos
Foram eleitos os vereadores: 
| Candidato              | Partido | Votos |
| ---------------------- | ------- | ----- |
| Isauro Calais          | PMN     | 5.127 |
| Cido                   | PPS     | 4.745 |
| Noraldino Júnior       | PSC     | 4.347 |
| João do joaninho       | DEM     | 4.230 |
| Betão                  | PT      | 3.905 |
| Castelar               | PT      | 3.867 |
| Dr. Antônio Aguiar     | PMDB    | 3.145 |
| Ana do Padre Frederico | PDT     | 3.080 |
| Oliveira Tresse        | PSC     | 2.957 |
| Rodrigo Matos          | PSDB    | 2.930 |
| Pardal                 | PTC     | 2.789 |
| André Mariano          | PMDB    | 2.758 |
| Zé Márcio              | PV      | 2.740 |
| Julio Gasparette       | PMDB    | 2.702 |
| Nilton Militão         | PTC     | 2.697 |
| Vagner                 | PR      | 2.618 |
| Chico Evangelista      | PP      | 2.489 |
| Doutor Fiorillo        | PDT     | 2.400 |
| Jucelio                | PSB     | 1.452 |